# الخطوط الجوية الأفغانية باختر
باختر هي شركة طيران أفغانية. يقع مقرها الرئيسي في مطار حامد كرزاي الدولي في العاصمة كابل.

## الأسطول
| طراز الطائرة  | في الخدمة | الترقيم |
| ------------- | --------- | ------- |
| بوينغ 500-737 | 1         | YA-FGA  |